# Chamonix
Chamonix - Mont Blanc (ali pogosteje Chamonix) je mesto in občina (fr. commune) na vzhodu Francije, v departmaju Haute-Savoie.
Mesto je leta 1924 gostilo zimske olimpijske igre.

## Znamenitosti
- Železnica Montenvers (zobata železnica iz Chamonixa na Montenvers, nad ledenikom Mer de Glace)
- Mont Blanc Tramvaj (zobata železnica iz St. Gervais to Nid d'Aigle)
- Telepherique d'Aiguille du Midi (gondolska žičnica)
- Alpine Museum v Chamonixu
- Panoramska restavracija na vrhu žičnice Brévent
- Kip Horace Bénédict de Saussure (pobudnik prvega vzpona na Mont Blanc)
- Kip Michela-Gabriela Paccarda (skupaj z J. Balmatom je prvi pristopil na Mont Blanc)